# Antonio Candreva
Antonio Candreva (Rome, 28 februari 1987) is een Italiaans voetballer die doorgaans als centrale middenvelder speelt. Hij tekende in augustus 2016 een contract tot medio 2020 bij Internazionale, dat circa 22 miljoen euro voor hem betaalde aan SS Lazio. Dat kreeg daarbij tot 3 miljoen euro extra aan eventuele bonussen in het vooruitzicht. Candreva debuteerde in 2009 in het Italiaans voetbalelftal.

## Clubcarrière
Voordat Candreva in 2003 bij Serie C1-team Ternana terechtkwam, kwam hij uit voor AS Lodigiani. In het seizoen 2004/05 maakte hij zijn debuut voor het op dat moment in de Serie B uitkomende Ternana. Dat seizoen kwam hij tot twee optredens. Het seizoen erop speelde Candreva als achttienjarige in 29 wedstrijden. Doordat Ternana dat seizoen degradeerde, kwam hij in het seizoen 2006/07 uit in de Serie C1.
In juni 2007 werd Candreva gecontracteerd door Udinese. Bij Udinese speelde hij voornamelijk in het elftal voor spelers onder 20 jaar. Deze jaargang kwam hij drie wedstrijden in actie in het A-elftal van Udinese in de Serie A.
Na het seizoen 2007/08 werd hij uitgeleend aan Livorno, dat op dat moment uitkwam in de Serie B. Livorno promoveerde dat seizoen naar de Serie A. Door de promotie werd aansluitend ook zijn huurovereenkomst verlengd, waardoor hij de kans had een heel seizoen in de Serie A te spelen.
In de winterstop van het seizoen 2009/10 deed Juventus Tiago Mendes op huurbasis van de hand aan Atlético Madrid. Als vervanger werd Candreva op huurbasis voor zes maanden aangetrokken. Na deze zes maanden had Juventus de optie bedongen om 50% van de transferrechten van Udinese over te nemen.
Na zijn tijd bij Juventus, waarvoor Candreva twintig keer in actie kwam (waarvan driemaal in de UEFA Europa League), werd hij verhuurd aan Parma FC en AC Cesena. Tijdens het seizoen 2011/12 vertrok Candreva naar Lazio Roma, wederom op huurbasis. In juni 2013 tekende hij een vierjarig contract bij de Romeinse club, waarbij Lazio en Udinese een comproprietá sloten. In het seizoen 2013/14 speelde Candreva vrijwel alle competitieduels mee en ook in de daaropvolgende jaargangen was hij een vaste waarde in het elftal van Lazio. Hij kwam in 4,5 jaar uiteindelijk 151 competitiewedstrijden in actie voor Lazio. Het sportieve hoogtepunt in die periode was een derde plek in het seizoen 2014/15. Tot een debuut in de UEFA Champions League leidde dat niet, want zijn ploeggenoten en hij verloren het daaropvolgende jaar in de voorronde van Bayer Leverkusen.
Candreva tekende in augustus 2016 een contract tot medio 2020 bij Internazionale, de nummer vier van Italië in het voorgaande seizoen. Dat betaalde circa 22 miljoen euro voor hem aan Lazio, dat tot 3 miljoen euro extra aan eventuele bonussen in het vooruitzicht kreeg.

## Clubstatistieken
| Seizoen     | Club             | Competitie  | Competitie | Competitie | Competitie | Beker | Beker | Beker | Internationaal | Internationaal | Internationaal | Totaal | Totaal | Totaal |
| Seizoen     | Club             | Competitie  | Wed.       | Dlp.       | Ass.       | Wed.  | Dlp.  | Ass.  | Wed.           | Dlp.           | Ass.           | Wed.   | Dlp.   | Ass.   |
| ----------- | ---------------- | ----------- | ---------- | ---------- | ---------- | ----- | ----- | ----- | -------------- | -------------- | -------------- | ------ | ------ | ------ |
| 2004/05     | Ternana Calcio   | Serie B     | 2          | 0          | 0          | 0     | 0     | 0     | —              | —              | —              | 2      | 0      | 0      |
| 2005/06     | Ternana Calcio   | Serie B     | 29         | 0          | 0          | 1     | 0     | 0     | —              | —              | —              | 30     | 0      | 0      |
| 2006/07     | Ternana Calcio   | Serie C     | 16         | 0          | 2          | 1     | 0     | 0     | —              | —              | —              | 17     | 0      | 2      |
| Club Totaal | Club Totaal      | Club Totaal | 47         | 0          | 2          | 2     | 0     | 0     | 0              | 0              | 0              | 49     | 0      | 2      |
| 2007/08     | Udinese          | Serie A     | 3          | 0          | 0          | 5     | 0     | 1     | —              | —              | —              | 8      | 0      | 1      |
| Club Totaal | Club Totaal      | Club Totaal | 3          | 0          | 0          | 5     | 0     | 1     | 0              | 0              | 0              | 8      | 0      | 1      |
| 2008/09     | → Livorno Calcio | Serie B     | 34         | 2          | 2          | 0     | 0     | 0     | —              | —              | —              | 34     | 2      | 2      |
| 2009/10     | → Livorno Calcio | Serie A     | 19         | 0          | 3          | 3     | 0     | 0     | —              | —              | —              | 22     | 0      | 3      |
| Club Totaal | Club Totaal      | Club Totaal | 53         | 2          | 5          | 3     | 0     | 0     | 0              | 0              | 0              | 56     | 2      | 5      |
| 2009/10     | → Juventus       | Serie A     | 16         | 2          | 2          | 1     | 0     | 0     | 3              | 0              | 0              | 20     | 2      | 2      |
| Club Totaal | Club Totaal      | Club Totaal | 16         | 2          | 2          | 1     | 0     | 0     | 3              | 0              | 0              | 20     | 2      | 2      |
| 2010/11     | → Parma          | Serie A     | 31         | 3          | 1          | 2     | 0     | 0     | —              | —              | —              | 33     | 3      | 1      |
| Club Totaal | Club Totaal      | Club Totaal | 31         | 3          | 1          | 2     | 0     | 0     | 0              | 0              | 0              | 33     | 3      | 1      |
| 2011/12     | → AC Cesena      | Serie A     | 18         | 2          | 4          | 3     | 1     | 1     | —              | —              | —              | 21     | 3      | 5      |
| Club Totaal | Club Totaal      | Club Totaal | 18         | 2          | 4          | 3     | 1     | 1     | 0              | 0              | 0              | 21     | 3      | 5      |
| 2011/12     | → Lazio Roma     | Serie A     | 15         | 3          | 1          | 0     | 0     | 0     | 2              | 0              | 1              | 17     | 3      | 2      |
| 2012/13     | → Lazio Roma     | Serie A     | 35         | 6          | 7          | 3     | 0     | 3     | 11             | 1              | 3              | 49     | 7      | 13     |
| 2013/14     | Lazio Roma       | Serie A     | 37         | 12         | 9          | 2     | 0     | 1     | 5              | 0              | 0              | 44     | 12     | 10     |
| 2014/15     | Lazio Roma       | Serie A     | 34         | 10         | 12         | 4     | 1     | 2     | —              | —              | —              | 38     | 11     | 14     |
| 2015/16     | Lazio Roma       | Serie A     | 30         | 10         | 3          | 3     | 0     | 0     | 11             | 2              | 1              | 44     | 12     | 4      |
| Club Totaal | Club Totaal      | Club Totaal | 151        | 41         | 32         | 12    | 1     | 6     | 29             | 3              | 5              | 192    | 45     | 43     |
| 2016/17     | Internazionale   | Serie A     | 38         | 6          | 11         | 2     | 1     | 0     | 5              | 1              | 0              | 45     | 8      | 11     |
| 2017/18     | Internazionale   | Serie A     | 36         | 0          | 8          | 1     | 0     | 0     | —              | —              | —              | 37     | 0      | 8      |
| 2018/19     | Internazionale   | Serie A     | 18         | 1          | 0          | 2     | 2     | 1     | 9              | 0              | 2              | 29     | 3      | 3      |
| 2019/20     | Internazionale   | Serie A     | 32         | 5          | 8          | 2     | 1     | 0     | 6              | 1              | 1              | 40     | 7      | 9      |
| Club Totaal | Club Totaal      | Club Totaal | 124        | 12         | 27         | 7     | 4     | 1     | 20             | 2              | 3              | 151    | 18     | 31     |
| 2020/21     | → UC Sampdoria   | Serie A     | 35         | 5          | 8          | 1     | 0     | 0     | —              | —              | —              | 36     | 5      | 8      |
| 2021/22     | UC Sampdoria     | Serie A     | 36         | 7          | 12         | 4     | 0     | 1     | —              | —              | —              | 40     | 7      | 13     |
| Club Totaal | Club Totaal      | Club Totaal | 71         | 12         | 20         | 5     | 0     | 1     | 0              | 0              | 0              | 76     | 12     | 21     |
| 2022/23     | → Salernitana    | Serie A     | 35         | 7          | 5          | 0     | 0     | 0     | —              | —              | —              | 35     | 7      | 5      |
| 2023/24     | Salernitana      | Serie A     | 34         | 6          | 6          | 1     | 1     | 0     | —              | —              | —              | 35     | 7      | 6      |
| Club Totaal | Club Totaal      | Club Totaal | 69         | 13         | 11         | 1     | 1     | 0     | 0              | 0              | 0              | 70     | 14     | 11     |
| Totaal      | Totaal           | Totaal      | 563        | 87         | 104        | 41    | 7     | 10    | 52             | 5              | 8              | 656    | 99     | 122    |

Bijgewerkt tot en met 26 oktober 2019

## Interlandcarrière
Olympische Spelen
Candreva was in 2008 ook actief op de Olympische Spelen in Beijing. In eerste instantie kwam Candreva niet voor in de plannen van coach Pierluigi Casiraghi en stond hij op de reservelijst. Door de blessure van dispensatiespeler Tommaso Rocchi mocht Candreva alsnog mee en kwam hij tot twee optredens. In de groepswedstrijd tegen Kameroen kwam hij in de 88ste minuut in het veld voor Sebastian Giovinco en in de kwartfinale tegen België kwam hij in de 86ste minuut in het veld voor Ignazio Abate. Italië werd in de kwartfinale uitgeschakeld door België (3–2).
Italië
Op 14 november 2009 liet bondscoach Marcello Lippi Candreva zijn interlanddebuut maken in de vriendschappelijke wedstrijd tegen Nederland (0–0). In 2013 nam hij met Italië deel aan de FIFA Confederations Cup, waar het in de troostfinale van Uruguay verloor. In maart 2014 speelde hij mee in het duel tegen Spanje, een oefeninterland ter voorbereiding op het wereldkampioenschap voetbal 2014. Op het WK zelf speelde Candreva mee in twee groepswedstrijden. Op 23 mei 2016 werd hij opgenomen in de selectie voor het Europees kampioenschap voetbal 2016 in Frankrijk. Italië werd in de kwartfinale na strafschoppen uitgeschakeld door Duitsland.
| Interlands van Antonio Candreva voor Italië | Interlands van Antonio Candreva voor Italië | Interlands van Antonio Candreva voor Italië | Interlands van Antonio Candreva voor Italië | Interlands van Antonio Candreva voor Italië | Interlands van Antonio Candreva voor Italië | Interlands van Antonio Candreva voor Italië |
| №                                           | Datum                                       | Wedstrijd                                   | Uitslag                                     | Soort wedstrijd                             | Doelpunten                                  |                                             |
| Als speler bij Livorno Calcio               | Als speler bij Livorno Calcio               | Als speler bij Livorno Calcio               | Als speler bij Livorno Calcio               | Als speler bij Livorno Calcio               | Als speler bij Livorno Calcio               | Als speler bij Livorno Calcio               |
| ------------------------------------------- | ------------------------------------------- | ------------------------------------------- | ------------------------------------------- | ------------------------------------------- | ------------------------------------------- | ------------------------------------------- |
| 1.                                          | 14 november 2009                            | Italië – Nederland                          | 0 – 0                                       | Vriendschappelijk                           |                                             |                                             |
| 2.                                          | 18 november 2009                            | Italië – Zweden                             | 1 – 0                                       | Vriendschappelijk                           |                                             |                                             |
| Als speler bij SS Lazio                     |                                             |                                             |                                             |                                             |                                             |                                             |
| 3.                                          | 12 oktober 2012                             | Armenië – Italië                            | 1 – 3                                       | Kwalificatie WK 2014                        |                                             |                                             |
| 4.                                          | 16 oktober 2012                             | Italië – Denemarken                         | 3 – 1                                       | Kwalificatie WK 2014                        |                                             |                                             |
| 5.                                          | 14 november 2012                            | Italië – Frankrijk                          | 1 – 2                                       | Vriendschappelijk                           |                                             |                                             |
| 6.                                          | 6 februari 2013                             | Nederland – Italië                          | 1 – 1                                       | Vriendschappelijk                           |                                             |                                             |
| 7.                                          | 26 maart 2013                               | Malta – Italië                              | 0 – 2                                       | Kwalificatie WK 2014                        |                                             |                                             |
| 8.                                          | 11 juni 2013                                | Haïti – Italië                              | 2 – 2                                       | Vriendschappelijk                           |                                             |                                             |
| 9.                                          | 22 juni 2013                                | Brazilië – Italië                           | 4 – 2                                       | FIFA Confederations Cup                     |                                             |                                             |
| 10.                                         | 27 juni 2013                                | Italië – Spanje                             | 0 – 0                                       | FIFA Confederations Cup                     |                                             |                                             |
| 11.                                         | 30 juni 2013                                | Uruguay – Italië                            | 2 – 2 (2 – 3 n.s.)                          | FIFA Confederations Cup                     |                                             |                                             |
| 12.                                         | 14 augustus 2013                            | Italië – Argentinië                         | 1 – 2                                       | Vriendschappelijk                           |                                             |                                             |
| 13.                                         | 6 september 2013                            | Italië – Bulgarije                          | 1 – 0                                       | Kwalificatie WK 2014                        |                                             |                                             |
| 14.                                         | 10 september 2013                           | Italië – Tsjechië                           | 2 – 1                                       | Kwalificatie WK 2014                        |                                             |                                             |
| 15.                                         | 11 oktober 2013                             | Denemarken – Italië                         | 2 – 2                                       | Kwalificatie WK 2014                        |                                             |                                             |
| 16.                                         | 15 oktober 2013                             | Italië – Armenië                            | 2 – 2                                       | Kwalificatie WK 2014                        |                                             |                                             |
| 17.                                         | 15 november 2013                            | Italië – Duitsland                          | 1 – 1                                       | Vriendschappelijk                           |                                             |                                             |
| 18.                                         | 18 november 2013                            | Nigeria – Italië                            | 2 – 2                                       | Vriendschappelijk                           |                                             |                                             |
| 19.                                         | 5 maart 2014                                | Spanje – Italië                             | 1 – 0                                       | Vriendschappelijk                           |                                             |                                             |
| 20.                                         | 4 juni 2014                                 | Italië – Luxemburg                          | 1 – 1                                       | Vriendschappelijk                           |                                             |                                             |
| 21.                                         | 16 juni 2014                                | Engeland – Italië                           | 1 – 2                                       | Eindronde WK 2014                           |                                             |                                             |
| 22.                                         | 20 juni 2014                                | Italië – Costa Rica                         | 0 – 1                                       | Eindronde WK 2014                           |                                             |                                             |
| 23.                                         | 4 september 2014                            | Italië – Nederland                          | 2 – 0                                       | Vriendschappelijk                           |                                             |                                             |
| 24.                                         | 10 oktober 2014                             | Italië – Azerbeidzjan                       | 2 – 1                                       | Kwalificatie EK 2016                        |                                             |                                             |
| 25.                                         | 13 oktober 2014                             | Malta – Italië                              | 0 – 1                                       | Kwalificatie EK 2016                        |                                             |                                             |
| 26.                                         | 16 november 2014                            | Italië – Kroatië                            | 1 – 1                                       | Kwalificatie EK 2016                        | 11'                                         |                                             |
| 27.                                         | 28 maart 2015                               | Bulgarije – Italië                          | 2 – 2                                       | Kwalificatie EK 2016                        |                                             |                                             |
| 28.                                         | 12 juni 2015                                | Kroatië – Italië                            | 1 – 1                                       | Kwalificatie EK 2016                        | 36' (pen.)                                  |                                             |
| 29.                                         | 16 juni 2015                                | Italië – Portugal                           | 0 – 1                                       | Vriendschappelijk                           |                                             |                                             |
| 30.                                         | 3 september 2015                            | Italië – Malta                              | 1 – 0                                       | Kwalificatie EK 2016                        |                                             |                                             |
| 31.                                         | 6 september 2015                            | Italië – Bulgarije                          | 1 – 0                                       | Kwalificatie EK 2016                        |                                             |                                             |
| 32.                                         | 10 oktober 2015                             | Azerbeidzjan – Italië                       | 1 – 3                                       | Kwalificatie EK 2016                        |                                             |                                             |
| 33.                                         | 13 oktober 2015                             | Italië – Noorwegen                          | 2 – 1                                       | Kwalificatie EK 2016                        |                                             |                                             |
| 34.                                         | 13 november 2015                            | België – Italië                             | 3 – 1                                       | Kwalificatie EK 2016                        | 3'                                          |                                             |
| 35.                                         | 17 november 2015                            | Italië – Roemenië                           | 2 – 2                                       | Vriendschappelijk                           |                                             |                                             |
| 36.                                         | 24 maart 2016                               | Italië – Spanje                             | 1 – 1                                       | Vriendschappelijk                           |                                             |                                             |
| 37.                                         | 29 mei 2016                                 | Italië – Schotland                          | 1 – 0                                       | Vriendschappelijk                           |                                             |                                             |
| 38.                                         | 6 juni 2016                                 | Italië – Finland                            | 2 – 0                                       | Vriendschappelijk                           | 27' (pen.)                                  |                                             |
| 39.                                         | 13 juni 2016                                | België – Italië                             | 0 – 2                                       | EK 2016                                     |                                             |                                             |
| 40.                                         | 17 juni 2016                                | Italië – Zweden                             | 1 – 0                                       | EK 2016                                     |                                             |                                             |

Bijgewerkt op 3 juli 2016.

## Erelijst
| Coppa Italia | 1x | 2012/13 |